# Adolf Stern
Adolf Stern foi um jogador de xadrez da Alemanha. Participou do Torneio de xadrez de Baden-Baden de 1870 (10º lugar) e do Torneio de xadrez de Frankfurt de 1878 (9º lugar). Sua melhor participação em competições foi o segundo lugar em Wiesbaden (1871) e Ems (1871).